# 宝珠院 (大阪市)
宝珠院（ほうしゅいん）は、大阪府大阪市北区与力町にある真言宗御室派の仏教寺院。寺伝により「ほうじゅ」と濁らないで読む。

## 歴史

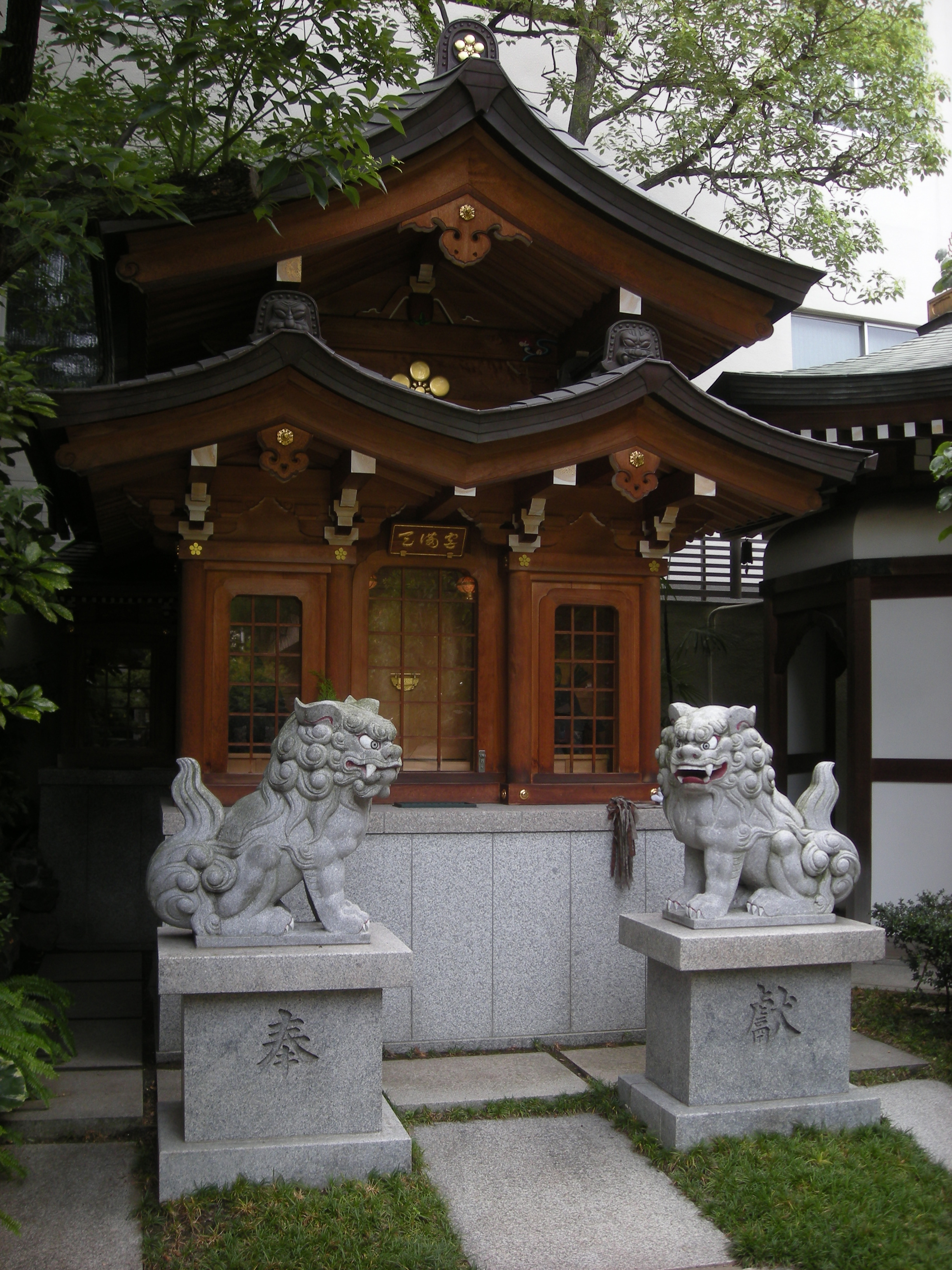
天満宮

縁起によれば弘仁年間（810年 – 824年）空海が開基。紀伊国伊都郡（現・和歌山県伊都郡高野町）の高野山草創の頃、平安城の東寺より往来する際、しばらくこの地に安居して駄都秘法（駄都法）を練習した所で、後に、高弟の室生山堅恵上人が師の跡を慕って駄都法を修し寺院に改めた。
菅原道真が清和天皇に奏請して天満郷を寺領として貰い受けたので菅原山という。
- 応永3年（1396年）2月には後小松天皇が摂津国豊島郡と大和国添上郡の荘園を寄付をしている[1]。
- 昭和20年（1945年）の大阪大空襲で土蔵を残し、焼失。
- 昭和42年（1967年）に再建。

## 境内
- 天満宮
- 護摩堂
- 油掛大黒
- 観音堂
- 延命地蔵・厄除地蔵
- 水掛不動

## 交通
- Osaka Metro谷町線 南森町駅より、北東に徒歩7分。